# Aulo Gabinio Secondo
Aulo Gabinio Secondo (in latino: Aulus Gabinius Secundus; 18 a.C. circa – dopo il 41) è stato un magistrato e senatore romano, console dell'Impero romano.

## Biografia
La gens Gabinia, di origine forse campana e già nota in età repubblicana, aveva prodotto un console nella figura del pompeiano Aulo Gabinio, che ricoprì la massima carica romana nel 58 a.C. Il legame con i Gabinii repubblicani e quelli di età imperiale non è però chiaro, e incerta è persino la possibilità di una continuità gentilizia.
Di Secondo ben poco è noto, a partire dal suo praenomen: riconosciuto in origine come Publio sulla base di un passo di Cassio Dione, solo un recente ritrovamento di una delle tavolette pompeiane dell'archivio dei Sulpicii ha permesso di correggere l'erronea convinzione dionea della dottrina in Aulo. La modifica del praenomen di Secondo ha permesso, inoltre, di riconsiderare il suo legame di parentela con il console suffetto del 43, Aulo Gabinio Secondo: se prima i due erano considerati fratelli, ora è invece assai forte la probabilità che il console del 43 possa essere stato il figlio di Secondo.
Della sua carriera, poi, sono noti solamente due incarichi, che però collocano Secondo al culmine della politica romana. Egli, infatti, ricoprì, forse ad un'età piuttosto avanzata, il consolato come suffetto per il secondo semestre del 35 insieme al ricco narbonese Decimo Valerio Asiatico, sostituendo a luglio gli ordinari Gaio Cestio Gallo e Marco Servilio Noniano.
L'ultimo incarico noto di Secondo è il suo mandato di legatus Augusti pro praetore nella provincia di Germania inferiore probabilmente dal 39 fino al 41: le operazioni di Secondo contro la tribù germanica dei Cauci, in cui Secondo ritrovò anche il terzo e ultimo vexillum sottratto da Arminio a Varo al momento della battaglia di Teutoburgo, gli permisero di ottenere, su proposta del nuovo princeps Claudio, l'agnomen Chaucius, portando anche, insieme ai successi di Galba in Germania superiore, lo stesso princeps a ricevere la seconda e terza salutatio imperatoria.
Dopo il suo mandato germanico, Secondo scompare dalla storia, ma i suoi successi e la sua recente nobiltà dovettero spianare la strada al figlio omonimo, che sarebbe diventato console suffetto nel 43. Non è invece chiara la parentela dei due Gabinii Secundi con il proconsole di rango pretorio e prefetto dell'erario di Saturno Quinto Asconio Gabinio Modesto: considerato l'ampia datazione dell'iscrizione che ne attesta esistenza e incarichi tra 56 e 95, è possibile che egli fosse o un Gabinio - figlio o nipote dei Gabinii Secundi - adottato da un Quinto Asconio (forse il grammaticus Quinto Asconio Pediano) oppure un Quinto Asconio avente come madre una Gabinia - figlia o nipote dei Gabinii Secundi.